# Jägermeister
A Jägermeister 56 különböző gyógynövényből készült német gyártmányú gyomorkeserű likőr, amelyet az alsó-szászországi Wolfenbüttel városában állítanak elő és palackoznak. Itt található az italt forgalmazó Mast-Jägermeister AG nevű, részvénytársaság formájában működő cég székhelye is. További palackozási berendezéseket üzemeltetnek a Wolfenbüttel melletti Wittmar, valamint a szászországi Kamenz városában.
A 35%-os alkoholtartalmú Jägermeistert általában vagy jéghidegen tisztán, vagy keverve fogyasztják.

## Története és előállítása
A likőr máig titkos receptje 1934 óta létezik. A német piacra egy évvel később vezették be a terméket. A hetvenes évek eleje óta egyre több országba exportálják is az italt; ma már nyolcvannál is több államba. Ezzel a Jägermeister a legtöbb országba exportált német szeszes ital, amelynek nagyobb részét immár külföldön adják el.
A legtöbb országba készen palackozott termékként exportálják az italt, ám négy országban léteznek úgynevezett engedélyesek, amelyek helyben palackozhatják. Az alapanyagot azonban, vagyis az 56 különböző gyógynövény keverékét kizárólag Wolfenbüttelben állítják elő annak érdekében, hogy a minőség mindenhol azonos legyen. Az engedélyesek ehhez hozzáadják az alkoholt, a cukrot és a vizet, majd palackokba töltik a kész italt.

## A név eredete
A Jägermeister fogalmát, amely magyarul „vadászmestert”, „fővadászt” jelent, az 1934-es szövetségi vadászati törvény, a Bundesjagdgesetz vezette be újonnan Németországban. Az ital megalkotója, Curt Mast maga is lelkes vadász volt, így a névválasztás kézenfekvő volt. Mivel 1934 júliusa óta Hermann Göring volt a Harmadik Birodalom vadászmestere, vagyis a Reichsjägermeister is, a likőrt korábban olykor Göring-Schnaps-ként is emlegették.

## Logó
A Jägermeister logója Szent Hubertusz legendájára utal és egy szarvasfejet ábrázol, amelynek agancságai között egy fénylő kereszt látható.
Hubertus a legenda szerint szenvedélyes vadász volt, és egy nagypénteki vadászat alkalmával pompázatos szarvast pillantott meg, agancsai között fénylő kereszttel. Hubertus e jel hatására magába szállt és felhagyott a vadászattal. Először remete, aztán pap, majd püspök lett, a X. században pedig a vadászok és erdészek védőszentjükké választották.
Az üveg címkéjén az alábbi vers található, amely Oskar von Riesenthal (1830-1898) nevéhez fűződik:
Das ist des Jägers Ehrenschild, 
daß er beschützt und hegt sein Wild,
waidmännisch jagt, wie sich's gehört, 
den Schöpfer im Geschöpfe ehrt.
Magyarul így hangzik:
Az legyen a vadász nemes törekvése,
Hogy a vadat óvja, kímélje és védje.
Vadásszék, mint törvény és szokás kívánja,
S teremtményeiben a teremtőt áldja!
(fordította: Fekete István)

## Fordítás
- Ez a szócikk részben vagy egészben  a   Jägermeister című német Wikipédia-szócikk ezen változatának fordításán alapul.  Az eredeti cikk szerkesztőit annak laptörténete sorolja fel. Ez a jelzés csupán a megfogalmazás eredetét és a szerzői jogokat jelzi, nem szolgál a cikkben szereplő információk forrásmegjelöléseként.